# هيتشن
هيتشن (/ˈhɪtʃɪn/) هي مدينة سوق في مقاطعة ‏ شمال هيرتفوردشاير في هارتفوردشير، إنجلترا ، ويقدر عدد سكانها بـ 33350 نسمة.

## الثقافة والمجتمع

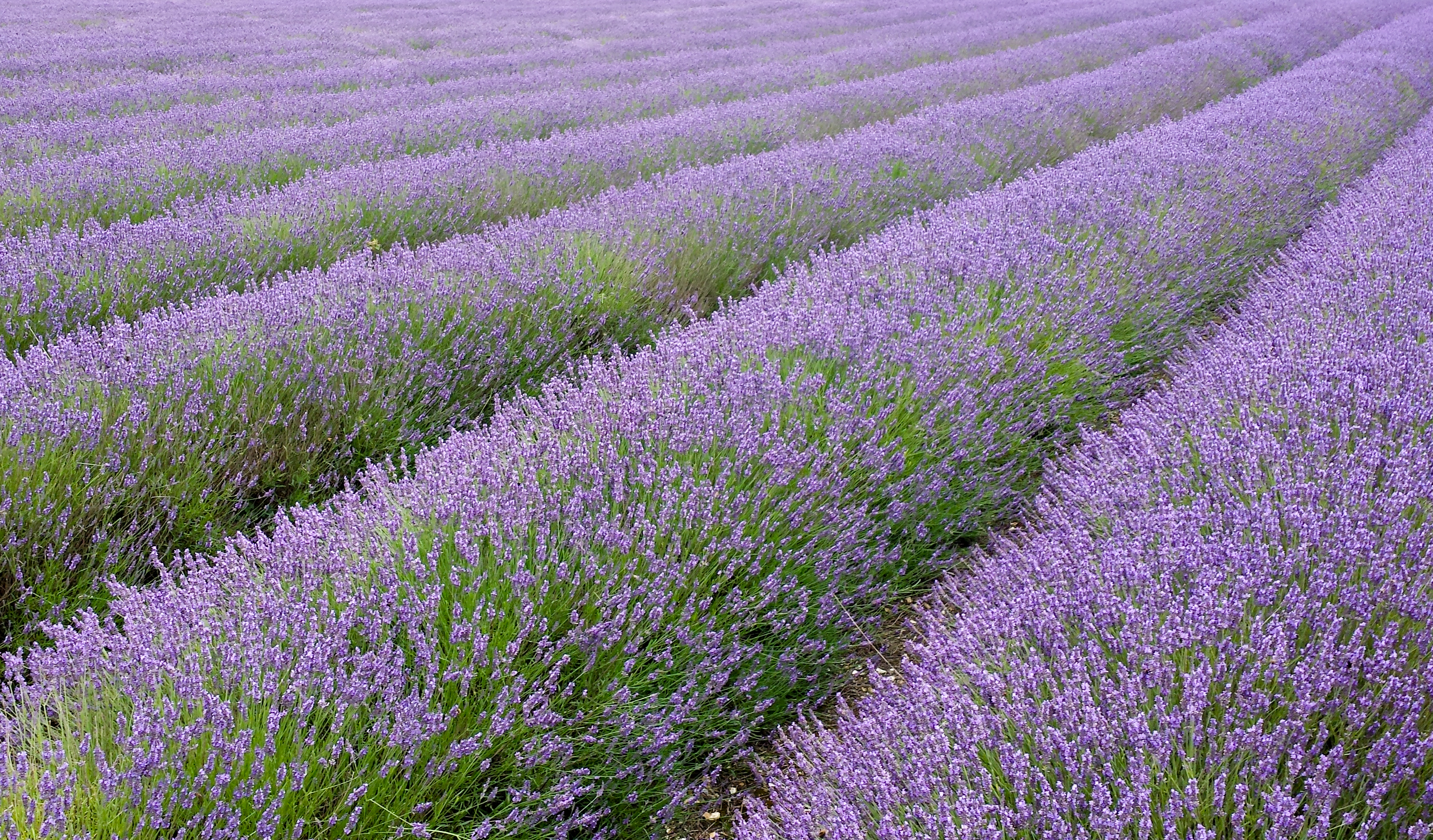
حقول الخزامى بالقرب من هيتشين

المدن التؤام :
- نوي سان جورج، فرنسا
- بينغن آن در راين، ألمانيا

## مقاطعات هيتشين
- بيرتون
- بينسلو
- بويتس إستيت
- بيورويل
- ساني سايد
- والسورث
- ويست هيتشين
- ويستميل

## أشخاص بارزين عاشوا في  هيتشن
- دوروثي اتكينسون، الممثلة
- Guillem Balagué، الصحافي الرياضي الإسباني
- جيمس باي، الموسيقي
- Tom Bentley، فاعل الخير
- هنري بسمر، المهندس
- Satvir Bhamra، مدير الموسيقى
- جيني بوند، الصحفية
- Sally Bretton، الممثلة
- Harold Briercliffe، دراج و مؤلف
- درو بروتون، لاعب كرة القدم
- Edward Chapman، ناشر
- جورج تشابمان، شاعر
- Oliver Cheshire،عارض أزياء
- كريس كليفر، لاعب كرة القدم
- ماري أنجيلا ديكنز، روائية وبنت تشارلز ديكنز
- مونيكا ديكنز، novelist and great granddaughter of تشارلز ديكنز
- كارل دوغايد، لاعب كرة القدم
- فيلي دونكان، موسيقي
- Gail Emms، badminton player
- روس فليتني، لاعب كرة قدم
- Matt Furniss، Opta UK Editor
- ماثيو غيتس، figure skater
- مارتن غوردون، موسيقي
- F.L. Griggs، etcher
- Henry Hawkins، 1st Baron Brampton، قاضي
- Reginald Hine، solicitor and historian
- Paul Jesson، ممثل
- Roy Kettle، مؤلف
- ثيا كينغ  [لغات أخرى]‏، clarinettist
- ديف كيتسون، لاعب كرة القدم
- كان كرامر، inventor of the digital audio player
- Frank Launder، film director
- جوزف ليستر، pioneer of antiseptic surgery
- جون لويد (مصمم جرافيك)، co-founder of the international design consultancy Lloyd Northover.
- غافن ماكننيس، كاتب
- Sally Mules، journalist and presenter
- Elaine Murray، Scottish politician
- Robert Newman، كوميدي
- ديفيد نوبل، لاعب كرة القدم
- آرفيند بارمار، tennis player
- Ian Perkins، موسيقي
- كيفن فيليبس، لاعب كرة القدم
- كيفن بلكينغتون، لاعب كرة القدم
- Ian Poulter، لاعب القولف
- ميخائيل روبنز، ممثل
- Robert Tor Russell، architect of نيودلهي
- مارتن سافاج  [لغات أخرى]‏، ممثل
- ستيف شيبارد،  معلق بي بي سي الكريكيت وكرة القدم وصاحب One World Music
- فاليري سينغلتون، مذيع
- ريتشارد ووكر  [لغات أخرى]‏، angler
- Diana Wallis، politician (MEP)
- كريستينا ويلر، an English-Finnish singer
- Richard Whitmore، former newsreader
- Sir فرانك ويتل، inventor of the jet engine
- جاك ويلشير، لاعب كرة قدم
- هينري وود، conductor
- Second Lieutenant Frank Young VC، recipient of the صليب فيكتوريا.
- Gary Younge، journalist
- The Bleach Boys، Punk Band dating from 1976

## فيلموغرافيا
صُوّر جزء من السلسة التلفزيونية لقناة بي بي سيجست وليام عام 2010 في متحف المدارس البريطانية.
مشهد من مسلسل بي بي سي الدراميدكتور فوستر تم تصويره في في هيتشين.

## أعلام
- روي ديفيز
- كيفن فيليبس
- غافن ماكننيس
- ستانلي براون
- أنتوني ميلز
- ديف كيتسون
- إليزابيث باوز ليون
- جيمس باي
- روبرت ويلكينسون
- ماري أنجيلا ديكنز

## وصلات خارجية
- Hitchin Historical Society
- Hitchin Society
- Historical Map of Hitchin Pubs، a interactive map of Hitchin public houses both current and closed.

‌